# プロレスリング・ノア 東京ドーム大会
プロレスリング・ノア 東京ドーム大会（プロレスリング・ノアとうきょうドームたいかい）は、2004年と2005年に開催したプロレスリング・ノアによる東京ドーム大会である。

## 概要
ノアは全日本プロレス・ジャイアント馬場の影響を多大に受けた団体であるため、ビッグマッチの乱発や大会場での興行は控えめの傾向にある。2004年の大会発表は前年暮れに行われた。
当時、新日本プロレスが年3回行っていたドーム大会（大阪ドーム含む）は、観客動員の減少や話題性の問題でその在り方が問題視されていた。プロレス界の人気低迷が叫ばれる中、ノアは開催数か月前に発表を行い、ドーム大会を頻繁に開くことなく、十分な準備期間を置くことで、二度の大会は成功を収めている。
なお、ドーム大会はあくまで「行う時期になったら」というスタンスを保っている。2004年、2005年の成功から2006年にもファンや業界関係者から開催が期待されたが、2006年7月には日本武道館で大会を行うことを発表。仲田龍渉外部長（当時）は「去年も本当なら武道館でやる予定だったのを、いろんな方々からの後押しがあってドームでやっただけのこと」と話しており、カードの乱発を招き、リスクを伴うにもかかわらずそれに見合う収益を得られないドーム大会を毎年の恒例とする予定は無いと公式に発表している。
試合の模様は、2004年には団体初のPPVで放送したが、その権利問題から地上波のプロレスリング・ノア中継でメインイベントを即日放送できず、PPVを見られない視聴者からは不満が高まった。その影響もあり、2005年の大会は通常と同じく、日本テレビのCS放送である日テレジータス（当時はG+ SPORTS&NEWS）でディレイ中継し、地上波放送では日本テレビ及び同時ネット局で、即日スペシャルを放送した。
2022年9月7日に行われた会見で、2023年2月21日に武藤敬司引退試合としてノアとして18年ぶりに東京ドーム大会を開催すると発表した。

## Departure 2004
- 開催日 : 2004年7月10日
- 観客動員公式発表 : 58,000人（超満員）
- 試合開始 : 午後6時

### 試合結果
- 第1試合 ○百田光雄 vs ●永源遙
- 第2試合 本田多聞、○泉田純、菊地毅 vs 井上雅央、●川畑輝鎮、青柳政司
- 第3試合 マイケル・モデスト、○ドノバン・モーガン vs 鈴木鼓太郎、●リッキー・マルビン
- 第4試合 スコーピオ、○リチャード・スリンガー vs 齋藤彰俊、●橋誠
- 第5試合 田上明、○佐野巧真 vs 池田大輔、●モハメド・ヨネ
- 第6試合（GHCジュニアヘビー級タッグ選手権試合） ○丸藤正道、KENTA vs ケンドー・カシン、●杉浦貴
- 第7試合（GHCジュニアヘビー級選手権試合） ●獣神サンダー・ライガー vs ○金丸義信
- 第8試合（IWGPタッグ選手権試合） ○高山善廣、鈴木みのる vs 力皇猛、●森嶋猛
- 第9試合（GHCタッグ選手権試合） ○三沢光晴、小川良成 vs 武藤敬司、●太陽ケア
- 第10試合（GHCヘビー級選手権試合） ○小橋建太 vs ●秋山準

### 特徴
- 大会中盤に、当時1年以上の長期欠場を続けていたラッシャー木村の「引退宣言」と題したビデオメッセージが会場に流れ、引退が正式に発表された。以後、死去まで表舞台に登場することは無かった。
- PRIDEやK-1などの興行では、花道を歩く選手の顔を映す為に、テレビ局のカメラマンが選手の前に立ちはだかって逆向きに歩く行為がよく見られる。ノアは全日本離脱の経緯から「選手入場から演出」というスタンスを保っている為にこのようなことが無い。今大会では日本テレビが、格闘技イベントでは日本初のクレーンを導入。選手の顔が映りながらも、花道を選手以外が歩かずに済む方法を生み出している。
- 入場ゲートは新日本などに比べるとこぢんまりした形となっているが、演出にはこだわり、小橋の入場シーンでは、アリーナ客席まで届くほどのドライアイスを特殊効果として使っている。
- 当時のノアの大会では使用されていなかった煽りVTRを作成。秋山準の入場前には、秋山の歴代の入場テーマをバックに、小橋との対戦（デビュー戦、有明コロシアム大会でのシングルマッチ）を流した。また、ノアでは基本的に入場前に「○○選手入場」というコールが無いが、小橋の入場前には煽りVTRの中で、日本テレビ・平川健太郎アナが「崇高なる絶対王者・小橋建太入場」とコールを入れている。
- メインでは、ノアの新たな黄金カードとなっていた小橋と秋山のシングルマッチが行われた。カード発表は前年から行われており、既にその時点でメーンで行われることが決まっていたが、小橋がGHCベルトを所持しており、防衛失敗となれば無冠試合となるところであった。3月に行われた防衛戦では新星・力皇と、4月の防衛戦では高山との死闘を制し、期待通りGHC戦として行われた。断崖技などの危険技を共に敢行し、小橋は場外で血を吐くなどの死闘となったが、大変な声援が飛んだ。この試合はプロレス大賞で年間ベストバウトを獲得している。
- ノア設立後、それまで一切交流が無かった全日本勢が初めてノアのリングに上がった。それも、1990年代に全日本・新日本で共に「天才」と称された三沢と武藤の対決となり、大きな話題を呼んだ。また、武藤が三沢の必殺技であるエメラルド・フロウジョンを、三沢が逆にシャイニング・ウィザードを繰り出すなどのサプライズも見られた。このタッグ対決に勝利した三沢に試合後のインタビュー中、小島聡が訪れて対戦を直訴。三沢は全日本の両国国技館大会にて小島とシングルマッチを行った。更に武藤の「夢の続きを見ませんか?」の問いに答える形で、10月31日に両国国技館で行われた武藤の20周年記念大会にて、三沢と武藤はドリームタッグを結成することになった。

## Destiny 2005
- 開催日 : 2005年7月18日
- 観客動員公式発表 : 62,000人（超満員）
- 試合開始 : 午後3時

### 試合結果
- 第1試合 杉浦貴、○SUWA、青柳政司 vs 百田光雄、●菊地毅、中嶋勝彦
- 第2試合 ○モハメド・ヨネ、森嶋猛 vs 本田多聞、●潮崎豪
- 第3試合 田上明、佐野巧真、●泉田純、永源遙 vs 齋藤彰俊、越中詩郎、○井上雅央、川畑輝鎮
- 第4試合 ○ムシキング・テリー vs ●ブラックマスク
- 第5試合（GHCジュニアヘビー級選手権試合） ●金丸義信 vs ○KENTA
- 第6試合（GHCタッグ選手権試合） 鈴木みのる、○丸藤正道 vs 秋山準、●橋誠
- 第7試合（GHCヘビー級選手権試合） ○力皇猛 vs ●棚橋弘至

Destiny
- シングルマッチ ●小川良成 vs ○天龍源一郎（元師匠と元付き人。その後15年離れ離れになっていた師弟関係が再会する「運命」）
- シングルマッチ ○小橋建太 vs ●佐々木健介（同じようなレスリングスタイルを持ち、共に剛腕からのラリアットを必殺技とする「運命」）
- シングルマッチ ○三沢光晴 vs ●川田利明（高校時代からの先輩後輩、切っても切り離せない「運命」）

### 特徴
- 大会テーマを「Destiny（運命）」とし、第8試合以降は特別シングルマッチを3カード組む編成をとった。前年と同様、当該3カードは煽りVTRを作成している。入場ゲートは前年のものを一部改良して使用したが、Destiny3試合はゲート中央にあるエレベーターを使って入場するスタイルをとった。
- ノアとセガ（後のセガグループ）との提携によって、人気カードゲーム甲虫王者ムシキングをモチーフにしたムシキング・テリーをデビューさせている。その為、試合開始を午後3時に設定。仲田龍は「地方から来たお客さんに、その日に帰ってもらうため」とコメントしている。また、テリー応援席として、親子連れの観客を対象に外野席の一部を開放した。
- 佐々木健介がノアのリングに初登場。この試合のカードは同年4月の日本武道館大会で発表されていたが、以後試合まで、健介は一切コメントを出していなかった。本人は「小橋選手にもファンの方にも失礼なことは分かっていた。コメントを出さないことで、緊張感を高めていた」と話している。なお、この試合は両者が5分以上、200発以上の逆水平チョップを繰り出し、共に胸を腫らせ、内出血させながら戦った。このチョップ合戦については、同スタイルの両者の対戦が発表されてから、多くのプロレスファンが期待していたところであったが、実際に展開されたそれは、ファンの予想を大きく上回る壮絶なものであった。試合後にはリング上から小橋に、そしてファンに感謝のメッセージを送り、放送の解説を務めていた高山善廣と握手、更に退場花道では妻の北斗晶、ファミリーの中嶋勝彦と抱き合い、手を繋いで引き上げた。その後、北斗は自身のブログでこの試合の感想を発表、話題を呼んだ。また、小橋と健介の友情が生まれた試合としても大きな意味合いを持つ試合となった。この試合はプロレス大賞でベストバウトを受賞。小橋は2003年、2004年に引き続き、3年連続での受賞となった。
- メインイベントは高校時代の先輩後輩であり、共にその人生を語る上では切っても切り離せない関係の2人のシングルマッチとなった。プロレス四天王、王道プロレス時代からはいかんせん時代が流れており、共に技を失敗するなど衰えを見せたものの、みどころの多い、切ない試合となった。放送の解説を務めていた天龍源一郎は「あの三沢の無尽蔵のようなスタミナはどこから来るのか分からない」とコメントを出している。
- 観客動員は前年を上回り、62,000人超満員（公式発表）。営業部長の永源遙は「前の年に比べたら、見た感じはそうは変わらないけれど、切符の枚数とか数えたら、やっぱり今年（2005年）の方が入ってたな」と話している。
- プロレス復興に尽力していた日本テレビプロデューサーの今泉富夫が率いる日テレプロレス班は、プロレスというコンテンツを会社側にアピールするため、社長の久保伸太郎を会場に招待。最前列の席で試合を観覧して大きな拍手を送った[2]。尚その隣の席にはプロレスファンで知られる横峯良郎が招待された。さらにその隣の席には熱狂的なノアファンであり、前年も観覧に訪れているnobodyknows+の面々が招待されており、大変な騒ぎぶりであった。その一方で、こちらもプロレスファンとして知られるタレントのイジリー岡田は自費で来場、あくまでプライベートで3列目の席に座っており、後輩ものまねタレントであるダウソタウソの松本等しいも連れてきている。

## 2004年・2005年大会共通のトピックス
- 新日本や各格闘技団体が東京ドームを使うときと違い、リングをバックスクリーンから見て45°回転させた形で設置している。これはかつて全日本プロレスが東京ドーム大会を行った際に仲田が提案し実行したもので、元々ノア陣営が思い描いていたプランである。東京ドームは、野球の開催を重点に置いて設計されているため、スタンド席からはグラウンド全体を見渡せるように作られている。そのため、本来はグラウンドの中央に36平方メートルのリングを置き、スタンドから見るには不向きの会場である（ドーム大会でバックスタンドから観覧する場合、殆どがドームビジョンを使っての観覧となってしまう）。そのことを考慮しての設置となっている。
- 両大会ともにメインイベントの試合を実況した日本テレビのアナウンサーは、プロレス班チーフの平川健太郎アナで、セミファイナルは副チーフの矢島学アナである。